# Kevin López

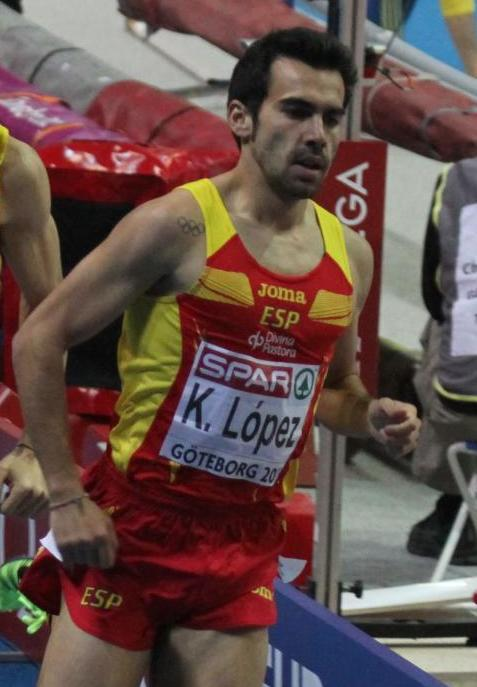
Kevin López

Kevin López (* 12. Juni 1990 in Lora del Río) ist ein spanischer Leichtathlet, der im Mittelstreckenlauf erfolgreich ist.
López belegte bei den Leichtathletik-Europameisterschaften 2010 in Barcelona den sechsten Platz im 800-Meter-Lauf. 2011 gewann er über dieselbe Distanz die Bronzemedaille bei den Halleneuropameisterschaften in Paris und die Silbermedaille bei den U23-Europameisterschaften in Ostrava. Bei den Weltmeisterschaften in Daegu schied er im Halbfinale aus.
Im März 2013 gewann er bei den Leichtathletik-Halleneuropameisterschaften 2013 im schwedischen Göteborg die Silbermedaille im 800-Meter-Lauf.